# Smażone zielone pomidory (film)
Smażone zielone pomidory (ang. Fried Green Tomatoes) – film z 1991 roku w reżyserii Jona Avneta, zrealizowany na podstawie powieści Fannie Flagg (Fried Green Tomatoes at the Whistle Stop Cafe). Zdjęcia kręcono w stanie Georgia.

## Fabuła
Fabuła skupia się na życiu Idgie Threadgoode – chłopczycy, która do końca życia odczuwa traumę z powodu tragicznej śmierci brata Buddy’ego pod kołami pociągu. Mimo to jest radosna – korzysta z życia, pomaga innym, a nawet zakłada restaurację Whistle Stop razem z Ruth Jamison, koleżanką uratowaną z rąk brutalnego męża. Idgie kocha Ruth całym sercem. Gdy synek Ruth, którego traktuje jak własnego, wpada pod pociąg, który ucina mu rękę, Idgie pokazuje mu, jak zapomnieć o bolesnych przeżyciach, oraz nadaje przezwisko 'Kikutek', by oswoił się ze swoją przypadłością.
Film toczy się równolegle w dwóch planach czasowych: w czasach młodości Idgie – w miejscowości Whistle Stop oraz współcześnie. 50-letnia Evelyn Couch, kobieta z nadwagą i kompleksami, przyjeżdża co tydzień do domu opieki odwiedzić swoją teściową i wysłuchuje opowieści jej współlokatorki – Ninny Threadgoode.
Szczegółem odróżniającym film od książki jest fakt, iż Ninny w książce umiera – zaś w filmie oprowadza Evelyn po swoim rodzinnym mieście.

## Obsada
- Kathy Bates jako Evelyn Couch
- Nancy Moore Atchison jako młodsza  Imogene „Idgie” Threadgoode
- Mary Stuart Masterson jako starsza  Imogene „Idgie” Threadgoode
- Mary-Louise Parker jako Ruth Jamison
- Jessica Tandy jako Ninny Threadgoode
- Cicely Tyson jako Sipsey
- Chris O’Donnell jako Buddy Threadgoode
- Stan Shaw jako Big George
- Gailard Sartain jako Ed Couch
- Timothy Scott jako Smokey Samotnik
- Gary Basaraba jako Grady Kilgore
- Lois Smith jako mama Threadgoode
- Danny Nelson jako papa Threadgoode
- Jo Harvey Allen jako prowadząca kurs dla kobiet
- Macon McCalman jako prokurator
- Richard Riehle jako pastor wielebny Scroggins
- Raynor Scheine jako Curtis Smoot
- Grace Zabriskie jako Eva Bates
- Reid Binion jako młody Julian
- Nick Searcy jako Frank Bennett

## Recenzje
Główną atrakcją filmu jest duet aktorek, o których nie da się powiedzieć, ani że są urodziwe, ani że młode, ani że oryginalne; a mimo to, czy przepraszam, właśnie dlatego promieniują życiem, autentyką i ludzkością. (...) Jedna z wielkich atrakcji kultury amerykańskiej: aprobata życzliwości w zwykłym życiu, w koncertowym wykonaniu realistycznego aktorstwa. Jak to autentyczne Amerykanki – sexy czy nie, ładne czy nie – potrafią.

## Nagrody i wyróżnienia
64. ceremonia wręczenia Oscarów
- Najlepszy scenariusz adaptowany – Fannie Flagg, Carol Sobieski (nominacja)
- Najlepsza aktorka drugoplanowa – Jessica Tandy (nominacja)

49. ceremonia wręczenia Złotych Globów
- Najlepsza komedia lub musical (nominacja)
- Najlepsza aktorka w komedii lub musicalu – Kathy Bates (nominacja)
- Najlepsza aktorka drugoplanowa – Jessica Tandy (nominacja)

46. ceremonia wręczenia nagród Brytyjskiej Akademii Filmowej
- Najlepsza aktorka – Jessica Tandy (nominacja)
- Najlepsza aktorka drugoplanowa – Kathy Bates (nominacja)